# 蒙的維海蟾魚
蒙的維海蟾魚（学名：Thalassophryne montevidensis），為輻鰭魚綱蟾魚目蟾魚科的其中一種，分布於西南大西洋區的巴西及阿根廷海域，棲息深度77-183公尺，體長可達14.4公分，為底棲性魚類，棲息在沙底質的珊瑚礁區，有毒性。